# Mistrovství Polska v rallye

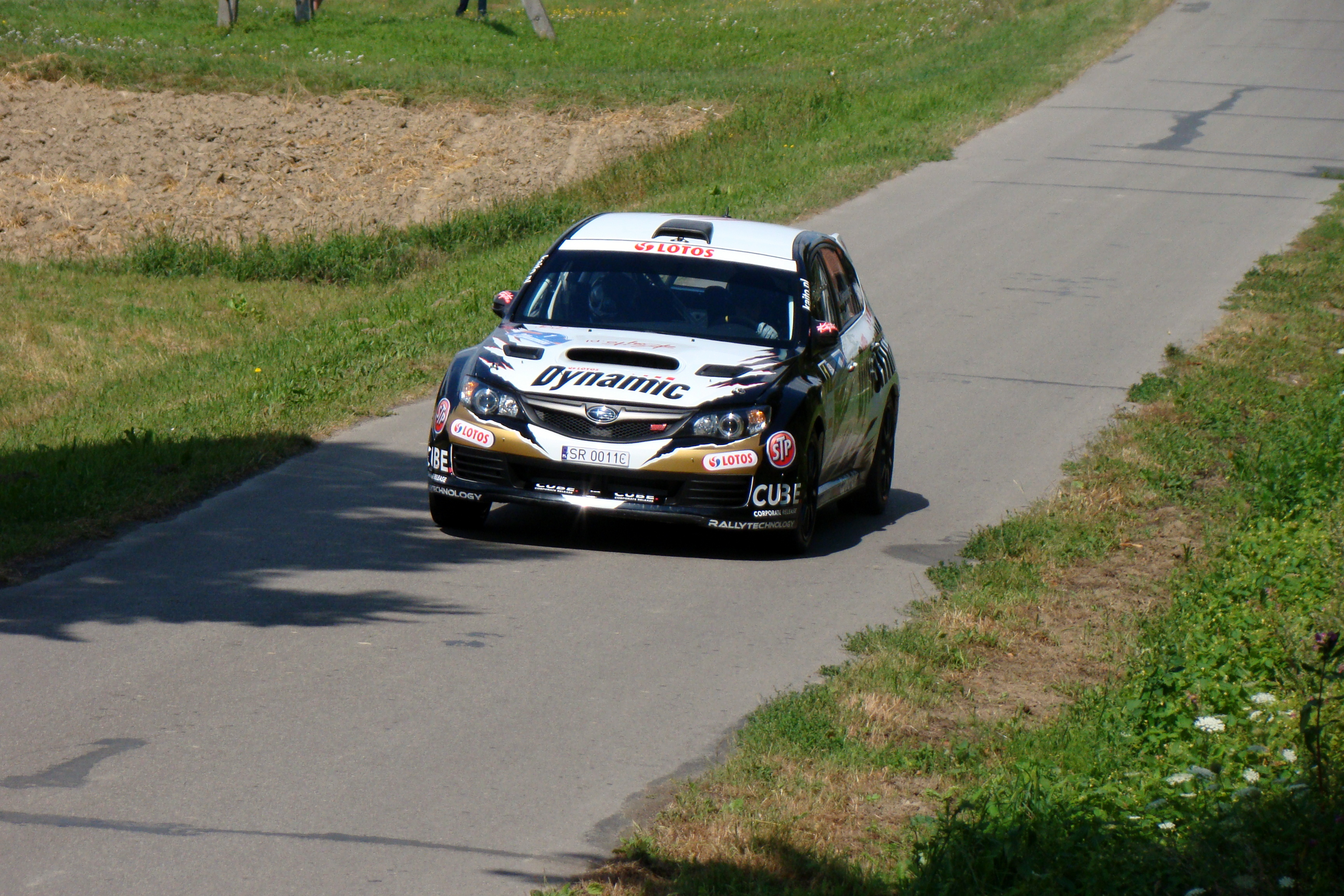
Čtyřnásobný mistr Polska Kajetan Kajetanowicz během Rajdu Rzeszowského 2012

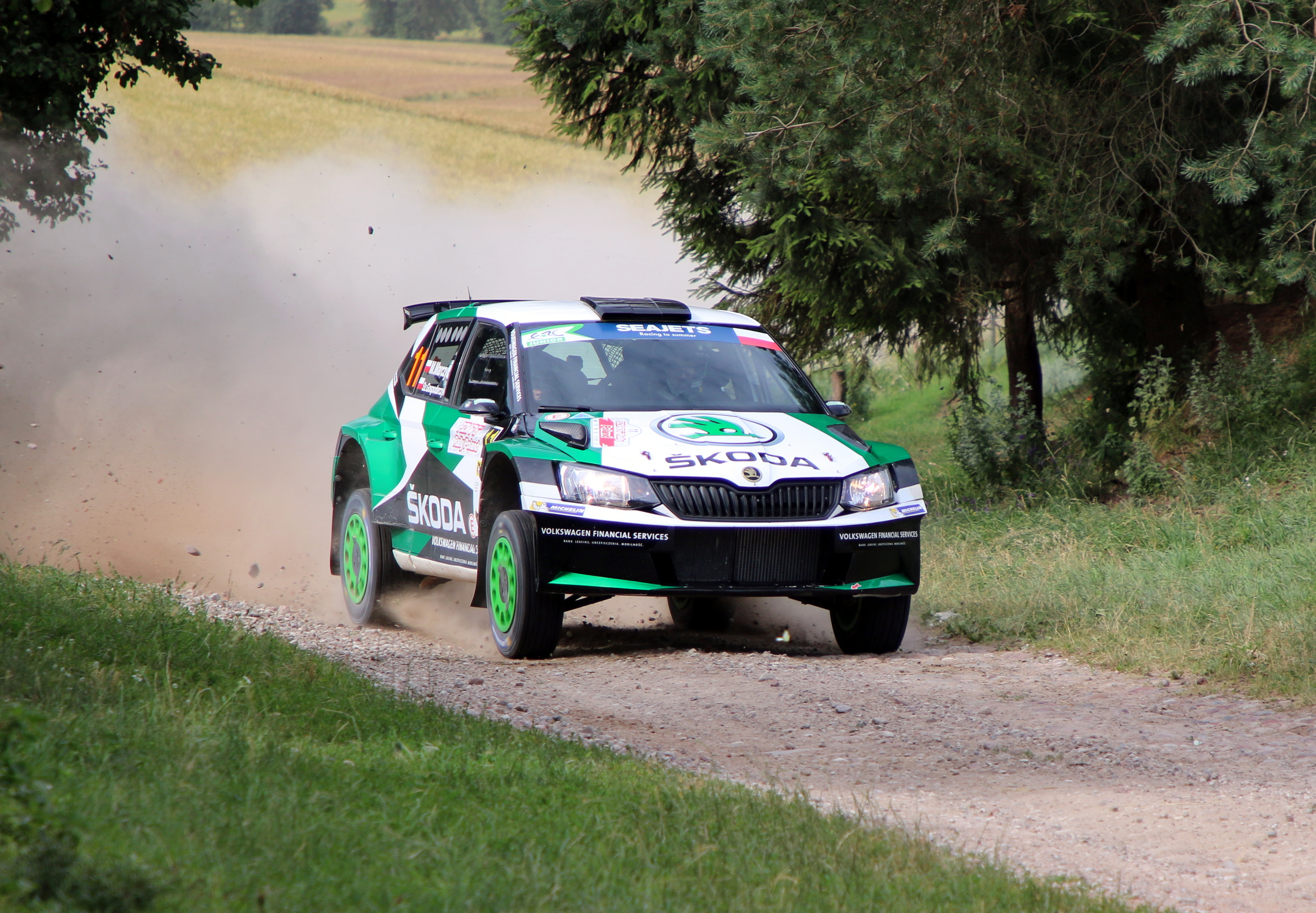
Mikołaj Marczyk během Polské rallye v roce 2019

Mistrovství Polska v rallye (polsky: Rajdowe Samochodowe Mistrzostwa Polski, RSMP) je polský národní šampionát v automobilových rallye. Mistrovství se skládá z několika soutěží na různých površích po celém Polsku, ale jsou do něj zařazovány i soutěže v okolních zemích – v Litvě, na Slovensku nebo v Česku. Organizátorem mistrovství je Polský motoristický svaz (PZM).

## Historie
Automobilové závody se v Polsku pořádají od roku 1927. Před druhou světovou válkou to bylo Mistrovství Polska v jízdě automobilem. V roce 1949 byly závody na polských tratích obnoveny. V letech 1949 až 1954 byli šampioni vybíráni v Jednodenních soutěžních jízdách. Od roku 1955 se začaly pořádat kvalifikační soutěže, které tvořily Mistrovství Polska. Zpočátku se tituly udělovaly pouze v jednotlivých třídách. Tato situace trvala až do roku 1967, kdy byla zavedena celková klasifikace.
Od roku 2007 mohou body do klasifikace šampionátu získávat i cizinci. V roce 2008 byl hlavním sponzorem Orlen Oil a jeho celý název zněl Platinum Rajdowe Samochodowe Mistrzostwa Polski.

## Mistři Polska v rallye

### Do roku 1954
| Rok  | Jezdec              | Spolujezdec | Vůz              | Vůz             |
| ---- | ------------------- | ----------- | ---------------- | --------------- |
| 1950 | Kasper              | –           | Škoda            | kl. I           |
| 1950 | Stanisław Wierzba   | –           | Lancia           | kl. II          |
| 1950 | Zbigniew Witkowski  | –           | Chevrolet        | kl. III         |
|      |                     |             |                  |                 |
| 1951 | Zygmunt Skoczkowski | –           | Fiat 1100        | kl. I           |
| 1951 | Stanisław Kozłowski | –           | Skoda            | kl. I-2         |
| 1951 | Bielecki            | –           | BMW              | kl. II          |
| 1951 | Zbigniew Witkowski  | –           | Chevrolet        | kl. III         |
| 1951 | Franciszek Postawka | –           | BMW 328          | kl. sport       |
|      |                     |             |                  |                 |
| 1952 | Tadeusz Krzemiński  | –           | Skoda            | furgony         |
| 1952 | Antoni Weiner       | –           | DKW              | kl. do 750      |
| 1952 | Ryszard Gens        | –           | KDF              | kl. do 1200     |
| 1952 | Stanisław Cepuch    | –           | BMW              | kl. do 1999     |
| 1952 | Stanisław Wierzba   | –           | Warszawa M 20    | kl. do 2599     |
| 1952 | Włodzimierz Hołomej | –           | Chevrolet Deluxe | kl. nad 2599    |
|      |                     |             |                  |                 |
| 1953 | Roman Perłowski     | –           | DKW              | kl. do 750      |
| 1953 | Kamela              | –           | Škoda            | kl. do 1200     |
| 1953 | Siembrzuch          | –           | bd               | kl. do 2000     |
| 1953 | Stanisław Wierzba   | –           | Warszawa         | kl. do 2500     |
| 1953 | R. Górecki          | –           | Chevrolet        | kl. nad 2500    |
| 1953 | Franciszek Postawka | –           | BMW 328          | kl. sport       |
|      |                     |             |                  |                 |
| 1954 | Stanisław Kozłowski | –           | Škoda 1200       | furgony do 1300 |
| 1954 | Stefan Goński       | –           | DKW              | kl. do 750      |
| 1954 | Erazm Gajewski      | –           | Fiat 1100        | kl. do 1300     |
| 1954 | Ludwik Kachelski    | –           | Citroen BL11     | kl. do 2000     |
| 1954 | Marian Repeta       | –           | Warszawa         | kl. do 2600     |
| 1954 | Bolesław Majkowski  | –           | Ford V8          | kl. nad 2600    |

### 1955-1966
| Rok  | Jezdec               | Spolujezdec             | Vůz                                            | Vůz             |
| ---- | -------------------- | ----------------------- | ---------------------------------------------- | --------------- |
| 1955 | Stefan Goński        | –                       | DKW                                            | kl. III         |
| 1955 | Erazm Gajewski       | –                       | Fiat 1100                                      | kl. IV-V        |
| 1955 | Edward Niziołek      | –                       | Opel Olympia                                   | kl. VI          |
| 1955 | Jerzy Zaczeniuk      | –                       | Citroen 11                                     | kl. VII         |
| 1955 | Stanisław Wierzba    | –                       | Warszawa M-20                                  | kl. VIII        |
| 1955 | Bolesław Majkowski   | –                       | Ford                                           | kl. IX          |
|      |                      |                         |                                                |                 |
| 1956 | Stanisław Jabłoński  | –                       | DKW                                            | kl. III         |
| 1956 | Janusz Solarski      | –                       | Skoda 1100                                     | kl. IV-V        |
| 1956 | Jan Jagielski        | –                       | Opel Olympia                                   | kl. VI          |
| 1956 | Edward Niziołek      | –                       | Citroen BL 11                                  | kl. VII         |
| 1956 | Marian Repeta        | –                       | Warszawa M 20                                  | kl. VIII        |
| 1956 | Grzegorz Timoszek    | –                       | BMW                                            | kl. VI sport    |
|      |                      |                         |                                                |                 |
| 1957 | Adam Wędrychowski    | –                       | Zwickau P 70, Fiat 600                         | kat.1, kl. III  |
| 1957 | Zbigniew Pawlak      | –                       | Wartburg                                       | kat.1, kl. IV   |
| 1957 | Henryk Olszewski     | –                       | Škoda 1100                                     | kat.1, kl. V    |
| 1957 | Władysław Paszkowski | –                       | Opel Olympia                                   | kat.1, kl. VI   |
| 1957 | Antoni Weiner        | –                       | Citroen BL 11                                  | kat.1, kl. VII  |
| 1957 | Mieczysław Sochacki  | –                       | Warszawa M-20                                  | kat.1, kl. VIII |
| 1957 | Ksawery Frank        | –                       | Ford V8, Ford Custom                           | kat.1, kl. IX   |
| 1957 | Stanisław Wierzba    | –                       | FSO Syrena                                     | kat.2, kl. III  |
| 1957 | Kazimierz Osiński    | –                       | Simca 8                                        | kat.2, kl. V    |
| 1957 | Walerian Waryszewski | –                       | BMW 328, BMW 327                               | kat.2, kl. VII  |
|      |                      |                         |                                                |                 |
| 1958 | Jerzy Zaczeniuk      | –                       | Renault 4CV                                    | kl. III         |
| 1958 | Kazimierz Tarczyński | –                       | Renault Dauphine                               | kl. IV          |
| 1958 | Aleksander Sobański  | –                       | Simca Aronde                                   | kl. V           |
| 1958 | Edward Kuszewski     | –                       | Citroen BL 11                                  | kl. VII         |
| 1958 | Ksawery Frank        | –                       | Opel Kapitän                                   | kl. VIII        |
|      |                      |                         |                                                |                 |
| 1959 | Stanisław Wierzba    | –                       | FSO Syrena                                     | kl. III         |
| 1959 | Antoni Weiner        | –                       | IFA F9, Wartburg                               | kl. IV          |
| 1959 | Krzysztof Komornicki | –                       | Simca Aronde                                   | kl. V           |
| 1959 | Andrzej Żymirski     | –                       | Opel Olympia, Opel Rekord                      | kl. VII         |
| 1959 | Ksawery Frank        | –                       | Opel Kapitan, Simca Vedette                    | kl. VIII        |
| 1960 | Jerzy Dobrzański     | –                       | Fiat 600                                       | kl. IV          |
| 1960 | Stanisław Wierzba    | –                       | FSO Syrena 101                                 | kl. V           |
| 1960 | Stanisław Cencora    | –                       | Wartburg 311                                   | kl. VI          |
| 1960 | Henryk Skowron       | –                       | Skoda 440 Spartak                              | kl. VII         |
| 1960 | Sobiesław Zasada     | –                       | Simca Aronde P60                               | kl. VIII        |
| 1960 | Zygmunt Szczęśniak   | –                       | Citroen BL 11                                  | kl. IX          |
| 1960 | Mieczysław Sochacki  | –                       | Warszawa M 20                                  | kl. X           |
| 1960 | Ksawery Frank        | –                       | Opel Kapitän, Simca Vedette Regence, Chevrolet | kl. XI          |
|      |                      |                         |                                                |                 |
| 1961 | Sobiesław Zasada     | Ewa Zasada              | BMW 700                                        | BMW 700         |
|      |                      |                         |                                                |                 |
| 1962 | Jerzy Dobrzański     | –                       | BMW 700                                        | kl. I           |
| 1962 | Ksawery Frank        | –                       | Chevrolet, Morris Mini Cooper, Volvo 1800 S    | kl. II          |
| 1962 | Adam Wędrychowski    | –                       | Renault Dauphine                               | kl. III         |
| 1962 | Stanisław Stolarski  | –                       | Wartburg 311                                   | kl. IV-V        |
| 1962 | Aleksander Sobański  | –                       | Škoda Octavia                                  | kl. VII         |
| 1962 | Jerzy Kuczera        | –                       | Škoda Octavia Super                            | kl. VIII        |
|      |                      |                         |                                                |                 |
| 1963 | Sobiesław Zasada     | Ewa Zasada              | Fiat 600 D                                     | kat.I do 850    |
| 1963 | Ryszard Grychtoł     | –                       | Wartburg 311                                   | kat.I do 1000   |
| 1963 | Jan Soczek           | –                       | Škoda Octavia Super                            | kat.I do 1300   |
| 1963 | Adam Smorawiński     | Edward Grabowski        | Warszawa 203                                   | kat.I nad 1300  |
| 1963 | Jerzy Dobrzański     | Czesław Murawski        | BMW 700                                        | kat.II do 850   |
| 1963 | Ksawery Frank        | Polsko                  | Volvo 122 S                                    | kat.II nad 850  |
|      |                      |                         |                                                |                 |
| 1964 | Jan Wolski           | –                       | Trabant 600                                    | kat.I kl.1      |
| 1964 | Kazimierz Osiński    | Mieczysław Sochacki     | Fiat 600 D                                     | kat.I kl.2      |
| 1964 | Alfons Tobolski      | Jerzy Sypniewski        | Wartburg 1000                                  | kat.I kl.3      |
| 1964 | Jan Soczek           | Zenon Leszczuk          | Škoda Octavia TS                               | kat.I kl.4      |
| 1964 | Antoni Weiner        | –                       | Morris Mini Cooper                             | kat.II kl.1     |
| 1964 | Franciszek Postawka  | –                       | Volvo PV544                                    | kat.II kl.2     |
|      |                      |                         |                                                |                 |
| 1965 | Adam Wędrychowski    | Czesław Wodnicki        | Steyr Puch 650 TR, Steyr Puch 700 TR           | kl. 1           |
| 1965 | Marek Varisella      | Tadeusz Truchel         | Syrena 103                                     | kl. 2           |
| 1965 | Andrzej Nytko        | Kazimierz Jaromin       | Wartburg 1000                                  | kl. 3           |
| 1965 | Stanisław Dalka      | Krzysztof Woyciechowski | Renault R8 Major                               | kl. 4           |
| 1965 | Aleksander Sobański  | Mieczysław Sochacki     | Volvo 121                                      | kl. 5           |
|      |                      |                         |                                                |                 |
| 1966 | Kazimierz Jaromin    | Janusz Zemła            | Škoda 1000 MB                                  | kl.A 1-2        |
| 1966 | Marian Rogoziński ?  | Aleksander Bobrowski ?  | bd                                             | kl.A 3          |
| 1966 | Andrzej Nytko        | –                       | Fiat 1300                                      | kl.A 4          |
| 1966 | bd                   | –                       |                                                | kl.A 5-6        |
| 1966 | Sobiesław Zasada     | Ewa Zasada              | Steyr Puch 650 TR                              | kl.B 1          |
| 1966 | bd                   | –                       | bd                                             | kl.B 3          |

### Od roku 1967
| Rok  | Jezdec                                                 | Spolujezdec                                            | Vůz                                                    |                                                        |
| ---- | ------------------------------------------------------ | ------------------------------------------------------ | ------------------------------------------------------ | ------------------------------------------------------ |
| 1967 | Sobiesław Zasada                                       | Ewa Zasada                                             | Porsche 912, Lancia Fulvia HF Coupé 1.3                |                                                        |
| 1968 | Sobiesław Zasada                                       | –                                                      | Porsche 911                                            |                                                        |
| 1969 | Ryszard Nowicki                                        | Marian Bień                                            | Renault 8 Gordini                                      |                                                        |
| 1970 | Adam Masłowiec                                         | Konrad Rutkowski                                       | Syrena 104                                             | Syrena 104                                             |
| 1971 | Sobiesław Zasada                                       | Ewa Zasada                                             | Polski Fiat 125p 1500, BMW 2002 Ti                     |                                                        |
| 1972 | Adam Smorawiński                                       | Andrzej Zembrzuski                                     | BMW 2002 Ti Alpina                                     |                                                        |
| 1973 | Sobiesław Zasada                                       | Sobiesław Zasada                                       | Porsche Carrera RS                                     |                                                        |
| 1974 | Lelio Lattari                                          | Marek Szramowski                                       | Alfa Romeo 2000 GTV                                    | Alfa Romeo 2000 GTV                                    |
| 1975 | Andrzej Radecki                                        | Zygmunt Domagalski                                     | Trabant 601                                            |                                                        |
| 1976 | Tomasz Ciecierzyński                                   | Jacek Różański                                         | Polski Fiat 125p 1600 MC                               |                                                        |
| 1977 | Włodzimierz Groblewski                                 | Januariusz Czerwoniec                                  | Polski Fiat 125p 1600 MC                               |                                                        |
| 1978 | Jerzy Landsberg                                        | –                                                      | Opel Kadett GT/E                                       |                                                        |
| 1979 | Błażej Krupa                                           | Piotr Mystkowski                                       | Renault 5 Alpine                                       |                                                        |
| 1980 | Maciej Stawowiak                                       | Ryszard Żyszkowski                                     | FSO Polonez 2000                                       |                                                        |
| 1981 | Zrušeno z důvodu špatné ekonomické a politické situace | Zrušeno z důvodu špatné ekonomické a politické situace | Zrušeno z důvodu špatné ekonomické a politické situace | Zrušeno z důvodu špatné ekonomické a politické situace |
| 1982 | Andrzej Koper                                          | Włodzimierz Krzemiński                                 | Renault 5 Alpine                                       |                                                        |
| 1983 | Marian Bublewicz                                       | Ryszard Żyszkowski                                     | Opel Kadett GTE, FSO Polonez 2000                      |                                                        |
| 1984 | Andrzej Koper                                          | Krzysztof Gęborys                                      | Renault 5 Alpine                                       |                                                        |
| 1985 | Andrzej Koper                                          | –                                                      | Renault 5 Turbo, Renault 11 Turbo                      |                                                        |
| 1986 | Mariusz Kostrzak                                       | –                                                      | Toyota Corolla                                         |                                                        |
| 1987 | Marian Bublewicz                                       | Ryszard Żyszkowski                                     | FSO Polonez 2000                                       |                                                        |
| 1988 | Andrzej Koper                                          | Krzysztof Gęborys                                      | Renault 11 Turbo                                       |                                                        |
| 1989 | Marian Bublewicz                                       | Ryszard Żyszkowski                                     | Mazda 323 4WD                                          |                                                        |
| 1990 | Marian Bublewicz                                       | Ryszard Żyszkowski                                     | Mazda 323 4WD                                          |                                                        |
| 1991 | Marian Bublewicz                                       | Ryszard Żyszkowski                                     | Ford Sierra RS Cosworth, Mazda 323 4WD                 |                                                        |
| 1992 | Marian Bublewicz                                       | Ryszard Żyszkowski                                     | Ford Sierra RS Cosworth 4x4                            |                                                        |
| 1993 | Paweł Przybylski                                       | Krzysztof Gęborys                                      | Toyota Celica GT-4 ST 165                              |                                                        |
| 1994 | Paweł Przybylski                                       | Krzysztof Gęborys                                      | Toyota Celica GT-4 ST 165                              |                                                        |
| 1995 | Krzysztof Hołowczyc                                    | Maciej Wisławski                                       | Toyota Celica Turbo 4WD (ST185)                        |                                                        |
| 1996 | Krzysztof Hołowczyc                                    | Maciej Wisławski                                       | Toyota Celica Turbo 4WD (ST185)                        |                                                        |
| 1997 | Janusz Kulig                                           | Jarosław Baran                                         | Renault Mégane Maxi                                    |                                                        |
| 1998 | Robert Gryczyński                                      | Tadeusz Burkacki                                       | Toyota Celica GT-Four (ST205), Toyota Corolla WRC      |                                                        |
| 1999 | Krzysztof Hołowczyc                                    | Jean-Marc Fortin                                       | Subaru Impreza S4 WRC '98                              |                                                        |
| 2000 | Janusz Kulig                                           | Jarosław Baran                                         | Ford Focus RS99 WRC                                    |                                                        |
| 2001 | Janusz Kulig                                           | Jarosław Baran                                         | Ford Focus RS00 WRC                                    |                                                        |
| 2002 | Leszek Kuzaj                                           | Maciej Wisławski Erwin Mombaerts                       | Toyota Corolla WRC, Peugeot 206 WRC                    | Toyota Corolla WRC, Peugeot 206 WRC                    |
| 2003 | Tomasz Czopik                                          | Łukasz Wroński                                         | Mitsubishi Lancer Evo VII, Subaru Impreza WRC '99      | Mitsubishi Lancer Evo VII, Subaru Impreza WRC '99      |
| 2004 | Leszek Kuzaj                                           | Maciej Szczepaniak                                     | Subaru Impreza STi                                     |                                                        |
| 2005 | Leszek Kuzaj                                           | Maciej Szczepaniak                                     | Subaru Impreza STi                                     |                                                        |
| 2006 | Leszek Kuzaj                                           | Maciej Szczepaniak                                     | Subaru Impreza STi                                     |                                                        |
| 2007 | Bryan Bouffier                                         | Xavier Panseri                                         | Peugeot 207 S2000                                      |                                                        |
| 2008 | Bryan Bouffier                                         | Xavier Panseri                                         | Peugeot 207 S2000                                      |                                                        |
| 2009 | Bryan Bouffier                                         | Xavier Panseri                                         | Mitsubishi Lancer Evo IX                               |                                                        |
| 2010 | Kajetan Kajetanowicz                                   | Jarosław Baran                                         | Subaru Impreza STi                                     |                                                        |
| 2011 | Kajetan Kajetanowicz                                   | Jarosław Baran                                         | Subaru Impreza STi                                     |                                                        |
| 2012 | Kajetan Kajetanowicz                                   | Jarosław Baran                                         | Subaru Impreza STi                                     |                                                        |
| 2013 | Kajetan Kajetanowicz                                   | Jarosław Baran                                         | Subaru Impreza STi, Ford Fiesta R5                     |                                                        |
| 2014 | Wojciech Chuchała                                      | Sebastian Rozwadowski                                  | Ford Fiesta R5                                         |                                                        |
| 2015 | Łukasz Habaj                                           | Piotr Woś                                              | Ford Fiesta R5                                         |                                                        |
| 2016 | Grzegorz Grzyb                                         | Robert Hundla                                          | Ford Fiesta R5, Škoda Fabia R5, Peugeot 208 VTI        |                                                        |
| 2017 | Filip Nivette                                          | Kamil Heller                                           | Škoda Fabia R5                                         |                                                        |
| 2018 | Grzegorz Grzyb                                         | žádný klasifikovaný spolujezdec                        | Škoda Fabia R5                                         |                                                        |
| 2019 | Mikołaj Marczyk                                        | Szymon Gospodarczyk                                    | Škoda Fabia R5                                         |                                                        |
| 2020 | Jari Huttunen                                          | Mikko Lukka                                            | Hyundai i20 R5                                         |                                                        |
| 2021 | Mikołaj Marczyk                                        | Szymon Gospodarczyk                                    | Škoda Fabia Rally2 evo                                 |                                                        |
| 2022 | Tom Kristensson                                        | Andreas Johansson                                      | Hyundai i20 R5                                         |                                                        |